# Phanaeus cambeforti
Phanaeus cambeforti là một loài bọ cánh cứng trong họ Bọ hung (Scarabaeidae).